# فالتس علیا ۶۲۹۳
سیارک ۶۲۹۳ (به انگلیسی: 6293 Oberpfalz، نامگذاری:1987WV1) شش هزار و دویست و نود و سومین سیارک کشف شده‌است که در ۲۶ نوامبر ۱۹۸۷ کشف شد.
قدر مطلق سیارک برابر ۱۵٫۰۰ است.